# 任佳刚
任佳刚（1985年11月—2004年8月），中山大学数学系教授，主要研究领域为随机分析及其应用。中共党员。曾担任法国、日本、德国多个学校的访问学者。1982年和1985年先后获得武汉大学学士、硕士学位，1988年获法国居里大学（巴黎第六大学）博士学位。